# Jaime Fuster Berlingeri
Jaime Fuster Berlingeri (Guayama, 12 de gener de 1941 - Guaynabo, 3 de desembre de 2007) fou un polític i jutge porto-riqueny. Va servir com a Jutge Associat al Tribunal Suprem de Puerto Rico i com a Comissionat Resident.
Nascut a Guayama i fill de Jaime Luis Fuster Fuster i de Maria Luisa Berlingeri Torres, va obtenir la seva llicenciatura a la Universitat de Notre Dame el 1962 i el seu títol d'advocat a la Universitat de Puerto Rico l'any 1965. Més tard, va obtenir un Mestratge en Dret per la Facultat de Dret de Columbia el 1966. Va realitzar els seus estudis de postgrau a la Universitat Harvard. El 1985, va rebre un Doctorat Honoris Causa, de la Universitat de Temple.

## Carrera política
El 1979, Fuster va ser nomenat Secretari de Justícia Auxiliar Adjunt dels Estats Units. Va ocupar aquest càrrec fins al 1981. El 1984, va ser triat Comissionat Resident de Puerto Rico davant el Congrés dels Estats Units. Durant el seu mandat (1985-1992), va servir un terme com a President del Comitè Hispà del Congrés. En ambdós terminis va exercir en el Comitè de Banca, Finances i Afers Urbans, i en la Comissió d'Interior i Afers Insulars. Al Congrés va ser un ferm defensor dels programes educatius i juvenils. Va recolzar nombroses lleis i projectes de llei per donar assistència estatal i local per a projectes de servei a la joventut i a programes destinats a la prevenció de les drogues, l'alcohol i el tabaquisme. També va recolzar l'establiment d'una Administració de Nens, Joves i Famílies, així com l'establiment d'un programa federal de cura de nens. Va patrocinar la legislació per augmentar els fons de la seguretat social per a les famílies amb persones dependents: cecs, gent gran, i persones amb discapacitat.
El 1992, el governador Rafael Hernández Colón el va nomenar per al Tribunal Suprem de Puerto Rico. Fuster va renunciar al seu càrrec de Comissionat Resident el 4 de març de 1992 en ser nomenat com a jutge associat del Tribunal Suprem de Puerto Rico, després de la confirmació pel Senat, servint en la Cort fins a la seva mort.
Fuster es va afiliar al Partit Popular Democràtic de Puerto Rico i al Partit Demòcrata dels Estats Units.
Jaime Fuster va morir durant les hores primerenques del 3 de desembre de 2007 per aturament cardíac.